# 一之瀨梓
一之瀨梓（日语：一ノ瀬梓，1997年11月30日—），日本AV女優。
出身於山形縣。興趣是唱卡拉OK，擅長料理。
2018年1月以SODクリエイト企劃「キミホレ」中出道的現役女大學生AV女優。